# 圣欧班德库特赖
圣欧班德库特赖（法語：Saint-Aubin-de-Courteraie，法語發音：[sɛ̃.t‿obɛ̃ də kuʁtəʁɛ] ⓘ）是法国奥恩省的一个市镇，属于莫尔塔涅欧佩什区。

## 地理
圣欧班德库特赖（48°36'35"N, 0°26'22"E）面积10.05 平方千米，位于法国诺曼底大区奧恩省，该省份为法国西北部内陆省份，北起顺时针与卡爾瓦多斯省、厄尔省、厄尔-卢瓦省、萨尔特省、马耶讷省和芒什省接壤。
与圣欧班德库特赖接壤的市镇（或旧市镇、城区）包括：马埃吕、萨尔特河畔圣斯科拉斯、萨尔特河畔尚波、穆兰拉马什、勒普朗蒂、萨尔特河畔圣阿尼昂、圣日耳曼德马蒂尼、圣马丹德佩兹里、圣旺德塞什鲁夫尔。

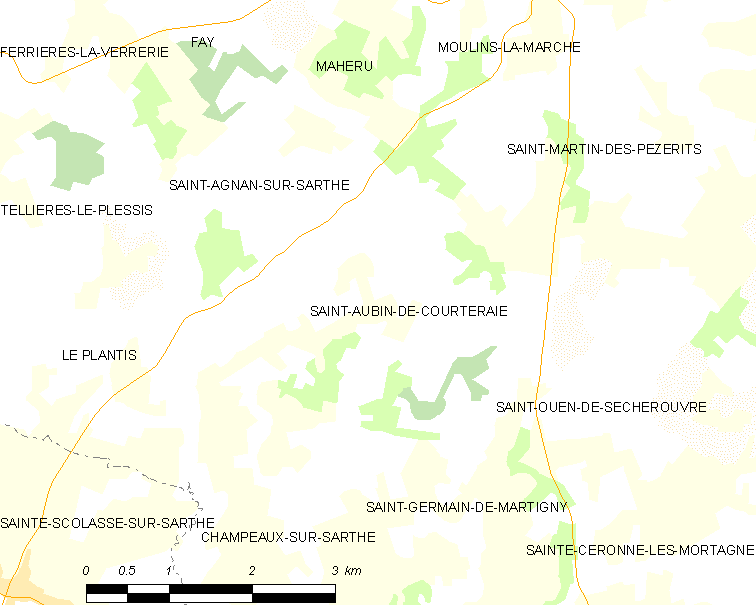
圣欧班德库特赖的OSM定位图

圣欧班德库特赖的时区为UTC+01:00、UTC+02:00（夏令时）。

## 行政
圣欧班德库特赖的邮政编码为61560，INSEE市镇编码为61367。

## 政治
圣欧班德库特赖所属的省级选区为莫尔塔涅欧佩什县。

## 人口

1962-2008年间圣欧班德库特赖人口变化图示

圣欧班德库特赖于2022年1月1日时的人口数量为130人。